# يوبوري (قمر)
يوبوري (بالإنجليزية: Euporie)‏ المعروف أيضاً باسم المشتري الرابع والثلاثون (بالإنجليزية: Jupiter XXXIV)‏ ، هو قمر طبيعي غير نظامي يتحرك بحركة تراجعية تابع لكوكب المشتري.
و ينتمي هذا القمر إلى مجموعة أنانك التي يعتقد أنها بقايا تفكك شمسي حيث أن جميعها بالتالي لها أصل مشترك.

## اكتشافه
تم اكتشافه من قبل فريق من علماء الفلك من جامعة هاواي بقيادة سكوت شيبارد في عام 2001 للميلاد، وتمت تسميته حينها مؤقتاًS/2001 J 10.
و من ثم تمت تسميته رسمياً في أغسطس من عام 2003 للميلاد نسبة إلى يوبوري الإلهة الإغريقية التي كانت تعرف بإلهة الكوثر والتي يقال أنها واحدة من ربات الفصول حسب الميثولوجيا الإغريقيةو بالتالي فهي واحدة من بنات زيوس.

## خصائصه
يدور هذا القمر حول كوكب المشتري على مسافة متوسطة تبلغ 20,744 ميغامتر في 538.780 يوماً، بزاوية ميل يبلغ قدرها 145 درجة في اتجاه (° 145 من خط الاستواء في المشتري) حسب مسير الشمس مع شذوذ مداري يبلغ قدره 0.0960.
يبلغ قطر هذا القمر حوالي كيلومترين اثنين.